# David Miesmer

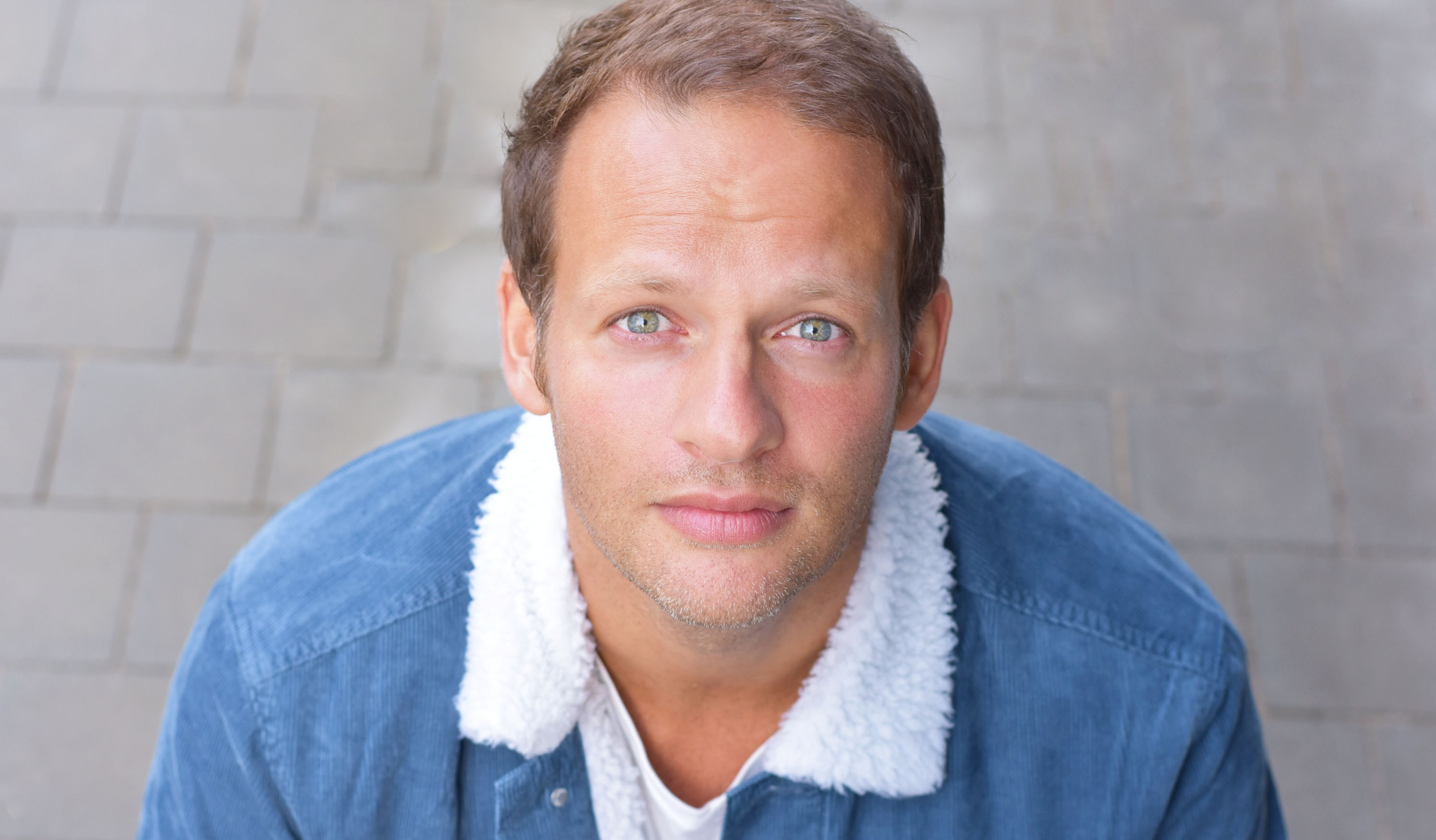
David Miesmer (2019)

David Miesmer (* 19. Jänner 1983 in Graz) ist ein österreichischer Schauspieler und Sprecher.

## Leben
David Miesmer wuchs in Heiligenkreuz am Waasen in der Steiermark auf. Von 1993 bis 2001 besuchte er das Wirtschaftskundliche Bundesrealgymnasium Graz. Die Schullaufbahn schloss er mit der Matura ab. Erste schauspielerische Erfahrungen machte er als Psychologe Dr. Chapman in dem Theaterstück Cash von Michael Cooney mit der Amateurtheatergruppe „Sandkorn“.
Von 2004 bis 2009 absolvierte er ein Schauspielstudium am Konservatorium Wien Privatuniversität; zu seinen dortigen Lehrern gehörten unter anderem die Burgschauspieler Dorothee Hartinger und Roland Koch. Seit seinem Abschluss ist er als freier Schauspieler für Film, Fernsehen und Theater tätig.
Erste professionelle Theatererfahrungen sammelte er 2007 bei seiner Diplomproduktion als Ferdinand in Friedrich Schillers Trauerspiel Kabale und Liebe unter der Regie von Jan Oberndorff im OFF-Theater in Wien. 2008 folgte ein Engagement am stadtTheater walfischgasse in der Theaterproduktion Shakespeare schwarz weiß, in einer Shakespeare-Collage für Kinder, in der Szenen mit Originaltexten aus den Shakespeare-Stücken Ein Sommernachtstraum und Ein Wintermärchen zusammengefasst wurden. Miesmer spielte darin die Rollen des König Leontes, des Liebhabers Demetrius und eines alten Schäfers. 2010 übernahm er bei der Off-Theater-Produktion des Ensembles „Theater ohne Furcht und Tadel“ mehrere Rollen in der Produktion Kaspar Hauser – Seelenleben eines Menschen. Beim Sommertheaterfestival in der Meierei Gaaden spielte er im Juli 2010 in dem Shakespeare-Stück Was ihr wollt den Schiffshauptmann Antonio, den Kavalier Curio und den Narren. Im Oktober 2016 kehrte er nach fast 5-jähriger Abstinenz auf die Theaterbühne zurück; in dem österreichischen Volksstück Der Bockerer trat er an der Schaubühne Wien als SS-Führer Gstettner auf.
David Miesmer übernahm seit 2008 auch Film- und Fernsehrollen. 2008 hatte er unter der Regie von Erwin Keusch eine Episodenhauptrolle als Stefan Schober in der ORF-Krimiserie SOKO Donau. Er spielte in der Folge Abgestürzt als einer der beiden Schober-Brüder einen Tatverdächtigen, der das Mordopfer kurz vor seinem Tod handgreiflich bedroht hatte. Eine kleinere Rolle hatte er 2009 auch in dem zweiteiligen Fernsehfilm Aufschneider mit Josef Hader. 2010 drehte er den Tatort-Krimi Vergeltung, in dem er die Rolle des Jugendlichen Leander Fröhlich übernahm; er spielte den Freund der Rollenfigur Claudia Eisner. Diese Rolle spielte er auch in dem Tatort: Ausgelöscht. Die beiden Tatort-Fernsehfilme wurden im März und Mai 2011 erstmals ausgestrahlt.
2011 war er in der Titelrolle des homosexuellen Revierinspektors Klaus Karner in der gleichnamigen Episode in der österreichischen Krimiserie Schnell ermittelt zu sehen.  In der österreichischen Fernsehserie CopStories übernahm Miesmer ab 2013 die durchgehende Serienhauptrolle des „Dienstführenden Inspektors“ und Abteilungsinspektors Florian Fehenberger. Miesmer hatte weitere Episodenrollen, u. a. in den Fernsehserien Schnell ermittelt (2013;  als Mario Neubauer), Heiter bis tödlich: Alles Klara (2013; als Federico Mazzini, der Neffe des Pizzeriabesitzers Paolo Mazzini) und SOKO Wien (2014; als Andreas Reitinger, der Enkel des Mordopfers).
In dem Sat.1-Fernsehfilm Hangover in High Heels war er im März 2015 als Verlobter Tommi zu sehen. Er spielte den zukünftigen Bräutigam einer angehenden Rechtsanwältin. Miesmer hatte außerdem eine Nebenrolle in der „schwarzen“ Komödie Vorsicht vor Leuten (2015), in der Charly Hübner und Michael Maertens seine Partner waren. 2016 gewann er in der Rolle des Skilehrers Max in dem Film Pistenzauber unter der Regie von Korbinian Dufter den Shocking Shorts Award. Im April 2018 war Miesmer in der österreichischen Krimiserie SOKO Kitzbühel in einer Episodenrolle als querschnittsgelähmter Sportaktivist Tim Weixler zu sehen. In der Krankenhausserie In aller Freundschaft – Die Krankenschwestern (Ausstrahlung: ab November 2018), einem Ableger der Serien In aller Freundschaft und In aller Freundschaft – Die jungen Ärzte, spielte Miesmer eine der Episodenrollen als Intensivpatient Carsten Bensch, der seine Frau mit seiner Geliebten betrügt. In der 11. Staffel der TV-Serie SOKO Wien (2019) übernahm Miesmer erneut eine der Episodenhauptrollen, diesmal als Dorfbürgermeister Martin Kleeberg. In der 6. Staffel der ZDF-„Herzkino“-Fernsehreihe Lena Lorenz (2020) spielt Miesmer in einer dramatischen Episodenhauptrolle den jungen Landwirt und werdenden Vater Marinus, dessen Kind im Mutterleib stirbt. In Marie Brand und die Leichen im Keller, dem 28. Film der ZDF-Krimireihe Marie Brand, der im Januar 2021 erstausgestrahlt wurde, spielte er den tatverdächtigen jungen Florian Leffers, der seine frühere Freundin gestalkt und bedroht hat, und anschließend zum Erpresser wird.
Miesmer ist auch umfangreich als Sprecher tätig. 2008 sprach er in einer Ko-Produktion des Österreichischen Rundfunks und des Mitteldeutschen Rundfunks die Hauptrolle des Pavel in dem zweiteiligen Hörspiel Das Gemeindekind nach dem Roman von Marie von Ebner-Eschenbach. 2013 sprach er drei verschiedene Werbespots für den Automobilhersteller Ford, zwei davon mit einer markant hohen Stimme. 2014 sprach er in deutscher und englischer Sprache eine Werbung für das Produkt „Austrian Tascherl“ der Fluglinie Austrian Airlines. Miesmer war außerdem mehrfach als Werbedarsteller tätig, unter anderem in Werbespots für die Mobilfunkmarken Hutchison Drei Austria bzw. A1 der Mobilkom Austria und für die Wiener Linien.
Miesmer lebt in Wien und in der Steiermark.

## Filmografie (Auswahl)
- 2008: SOKO Donau: Abgestürzt (Fernsehserie; Regie: Erwin Keusch)
- 2009: Aufschneider (Regie: David Schalko/Josef Hader)
- 2011: Schnell ermittelt: Klaus Karner (Regie: Andreas Kopriva)
- 2011: Nur der Berg kennt die Wahrheit (Fernsehfilm, Regie: Hartmut Griesmayr)
- 2011: Tatort: Ausgelöscht (Fernsehreihe; Regie: Harald Sicheritz)
- 2011: Tatort: Vergeltung (Fernsehreihe; Regie: Wolfgang Murnberger)
- 2012: Grenzgänger (Regie: Florian Flicker)
- 2012: Braunschlag (Fernsehserie, Regie: David Schalko)
- 2013–2019: CopStories (Fernsehserie, Regie: Christopher Schier, Paul Harather, Barbara Eder)
- 2013: Schnell ermittelt: Erinnern (Fernsehserie; Regie: Michi Riebl)
- 2013: Zweisitzrakete (Regie: Hans Hofer)
- 2013: Heiter bis tödlich: Alles Klara: Pizza mortale (Fernsehserie, Regie: Andi Niessner)
- 2013: Bad Fucking (Regie: Harald Sicheritz)
- 2014: SOKO Wien: Solo für Beck (Fernsehserie; Regie: Erhard Riedlsperger)
- 2015: Hangover in High Heels (Regie: Sven Bohse)
- 2015: Vorsicht vor Leuten (Regie: Arne Feldhusen)
- 2015: Der Metzger und der Tote im Haifischbecken (Regie: Andreas Herzog)
- 2015: Altes Geld (Regie: David Schalko)
- 2016: Universum History – Niederösterreich – Leben am Eisernen Vorhang (TV-Doku-Serie; Regie: Anita Lackenberger)
- 2016: Pistenzauber (Regie: Korbinian Dufter; Gewinner des Shocking Shorts Award)
- 2018: SOKO Kitzbühel: Rolling Gams (Fernsehserie; Regie: Martin Kinkel)
- 2018: In aller Freundschaft – Die Krankenschwestern: Lügen und Geständnisse (Fernsehserie; Regie: Andi Niessner)
- 2019, 2024: SOKO Wien: Die Todesliste, (K)eine schöne Leich (Fernsehserie; Regie: Olaf Kreinsen/Katharina Heigl)
- 2019: M – Eine Stadt sucht einen Mörder (Fernsehserie; Regie: David Schalko)
- 2020: Lena Lorenz – Sternenkind (Fernsehreihe; Regie: Ismail Sahin)
- 2021: Marie Brand und die Leichen im Keller (Fernsehreihe; Regie: Michael Zens)
- 2024: SOKO Linz – Die blinde Zeugin (Fernsehserie; Regie: Claudia Jüptner-Jonstorff)
- 2024: Kafka (Fernsehserie; Regie: David Schalko)
- 2024: Die Fälle der Gerti B. (Fernsehserie, Regie: Sascha Bigler)
- 2024: 80 Plus (Alternativtitel Toni und Helene)

## Sprechertätigkeiten (Auswahl)
- 2007: Das Gemeindekind von Marie von Ebner-Eschenbach, Hörspiel, (Regie: Götz Fritsch)
- 2008: Marie von Ebner-Eschenbach: Das Gemeindekind (Pavel) – Regie: Götz Fritsch (Hörspiel – ORF/MDR)
- 2014: Liebe unter Fischen von René Freund, Hörspiel, (Regie: Beatrix Ackers)
- 2015: 5 Gramm Glück. Die Lebensgeschichte einer Brotdose, Hörspiel, (Regie: Beatrix Ackers)
- 2015: Später Ruhm von Arthur Schnitzler, Hörspiel, (Regie: Harald Krewer)
- 2016: Langholzfeld von Andreas Jungwirth, Hörspiel, (Regie: Harald Krewer)
- 2017: Groschens Grab von Franzobel, Hörspiel, (Regie: Beatrix Ackers)
- 2017: Innenhof von Clemens J. Setz, Hörspiel, (Regie: Iris Drögekamp)

## Kabarettauftritte
- 2017: Gewinner der Kabarett-Talente-Show mit seinem Kollegen Rainer Luttenberger in Graz und Auftritt als Vor-Act beim Wiener Kabarettfestival vor Gery Seidl und Lydia Prenner-Kasper mit dem selbst geschriebenem Programm: Günter und Erwin oder Erwin und Günter